# چیویتا (کالابریا)
چیویتا (به ایتالیایی: Civita) یک کومونه در ایتالیا است که در استان کزنتزا واقع شده‌است. چیویتا ۲۷ کیلومتر مربع مساحت و ۱٬۱۲۴ نفر جمعیت دارد و ۴۵۰ متر بالاتر از سطح دریا واقع شده‌است.